# Peugeot 201
El Peugeot 201 fue un automóvil producido por Peugeot entre 1929 y 1937. 
Fabricado en serie en Sochaux-Montbéliard (Francia) entre julio de 1929 y septiembre de 1937, y presentado en el Salón de París en 1929, el 201 marcó para Peugeot el paso de la era de la producción artesanal a la era de la producción industrial, y fue el automóvil Peugeot arquetipo en los años 30, y heredero del exitoso Quadrilette, que inauguró la serie de los automóviles modernos. Inspiró una serie completa de modelos «01» y permitió a Peugeot sobrevivir a la depresión ganando así reputación como fabricante frente a los demás.
El 201 experimentó distintas variaciones. Inicialmente el 201 llevaba un motor de 1.122 cc y 23 CV con una velocidad de 80 km/h, luego tuvo uno de 1.307 cc y más tarde otro de 1.465 cc con tres apoyos que desarrollaba 35 CV.
El éxito de este modelo, aparte de las características de manejo, fiabilidad y comodidad a bordo es también debido a su amplia gama; series berlina y roadster de lujo, coach, cabriolé, panadero, camioneta, furgoneta y modelos de competición entre otros fue el catálogo completo de 201.
- Producción: 142.309 unidades de todas las versiones
- Motor: de 4 cilindros, de 1.085 a 1.465 cm³
- Potencia: de 23 a 35 CV
- Velocidad máxima: 60 a 100 km/h

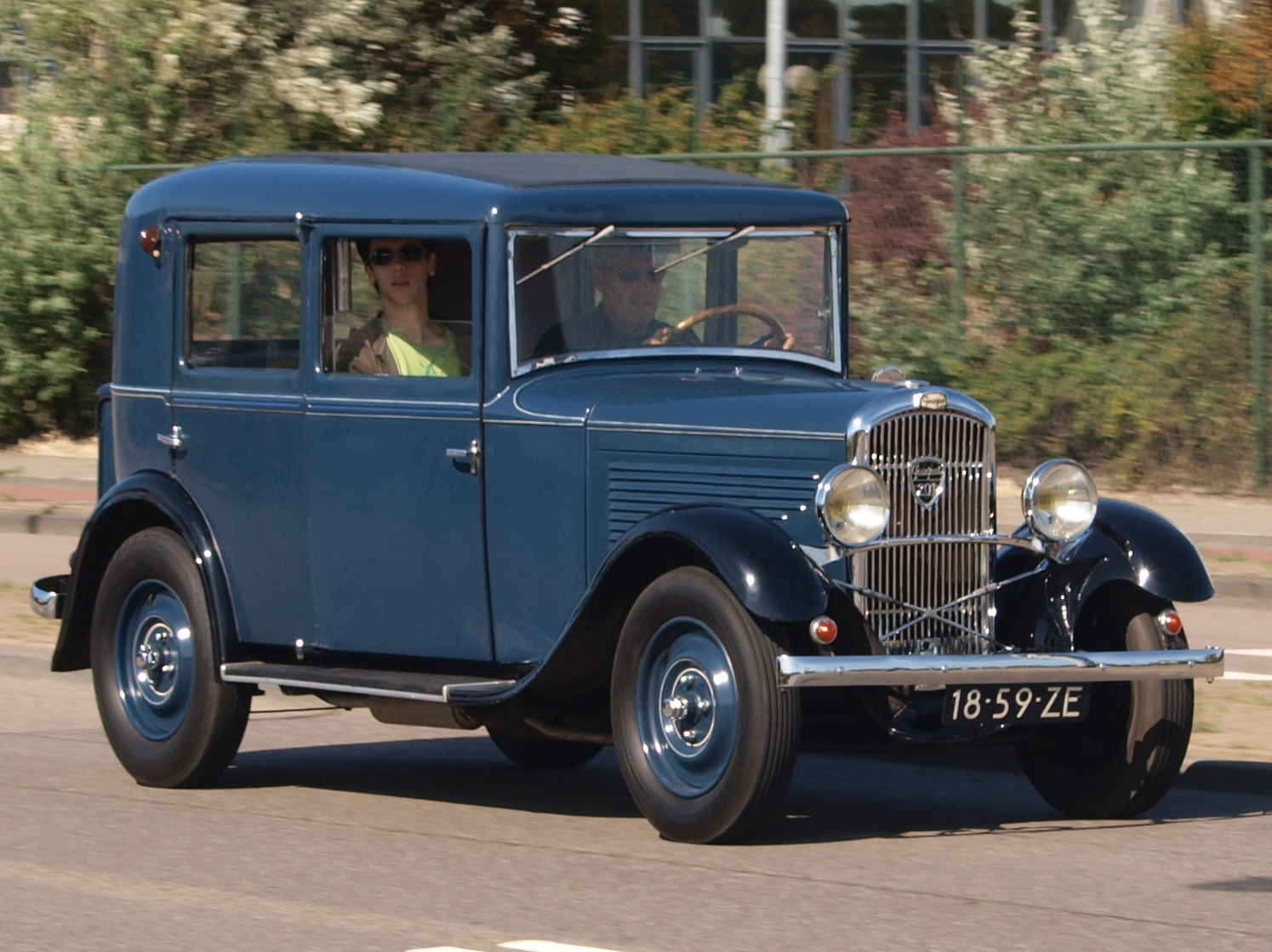
201 C berlina
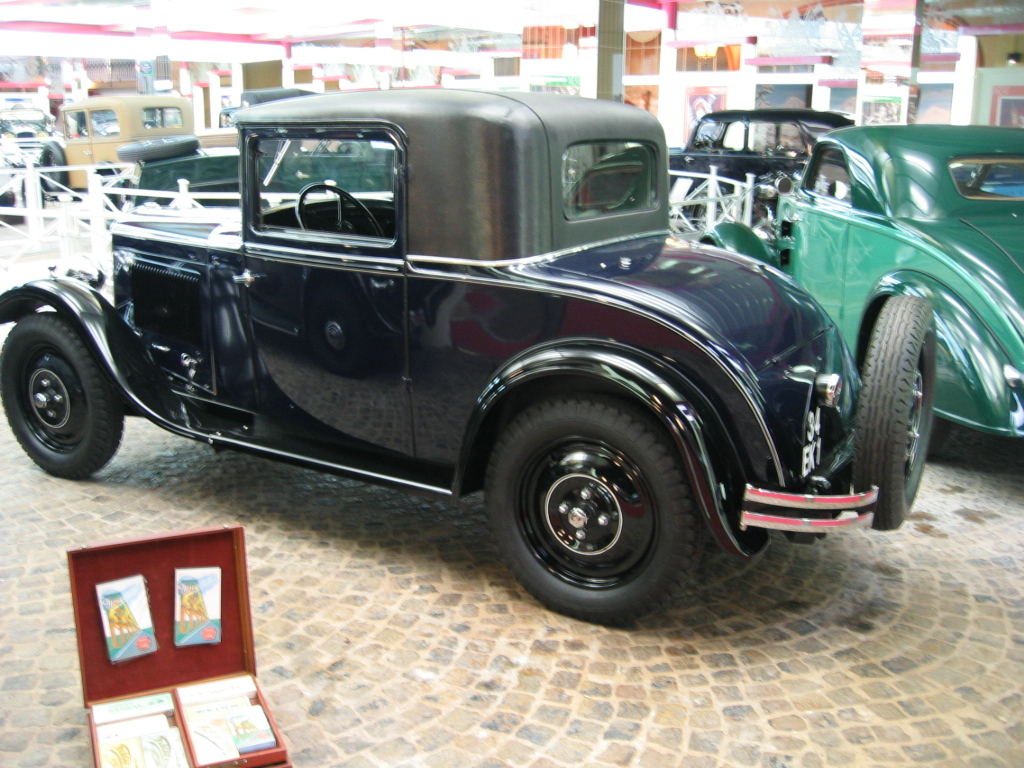
201 coupé
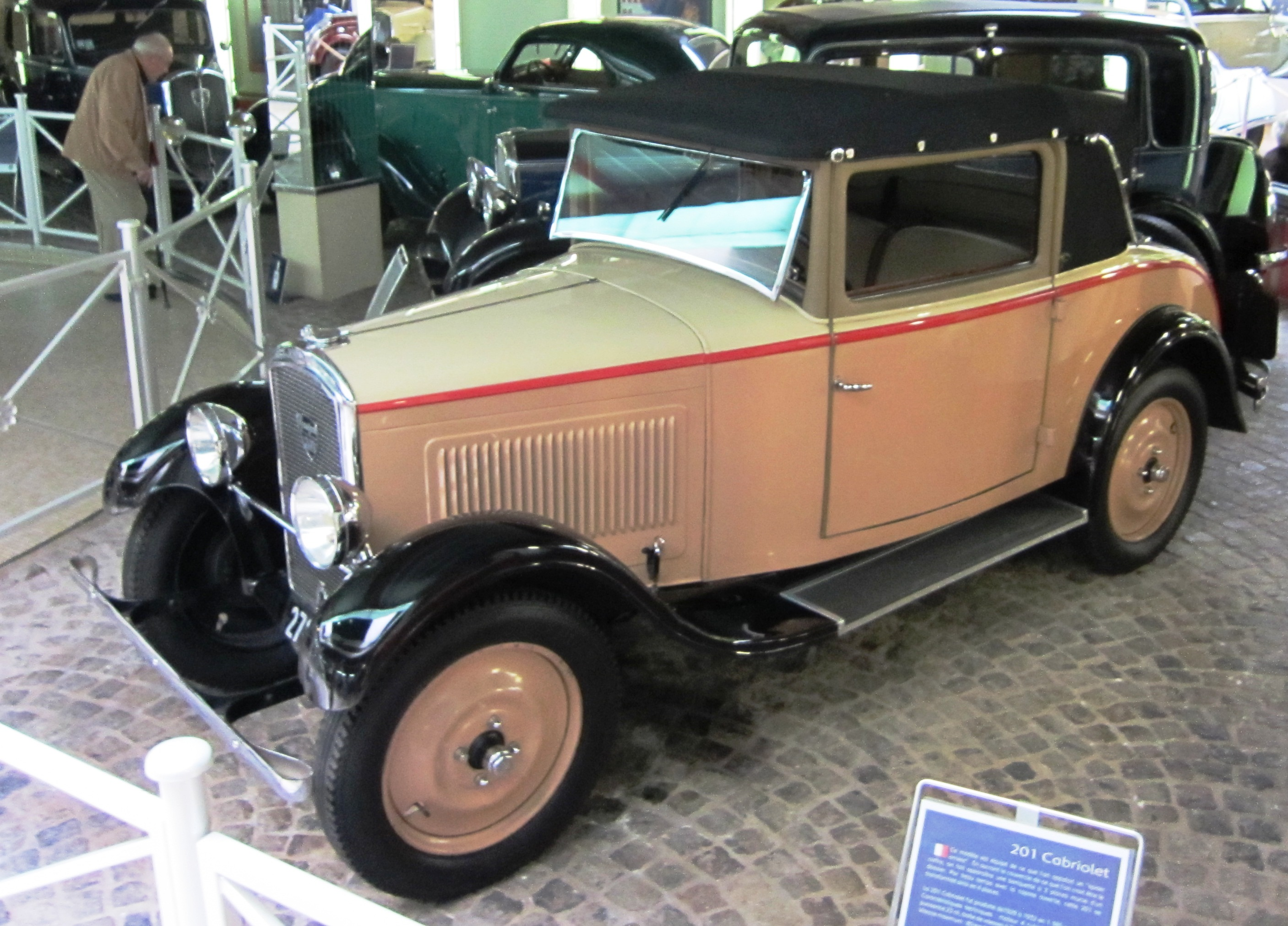
201 cabriolé
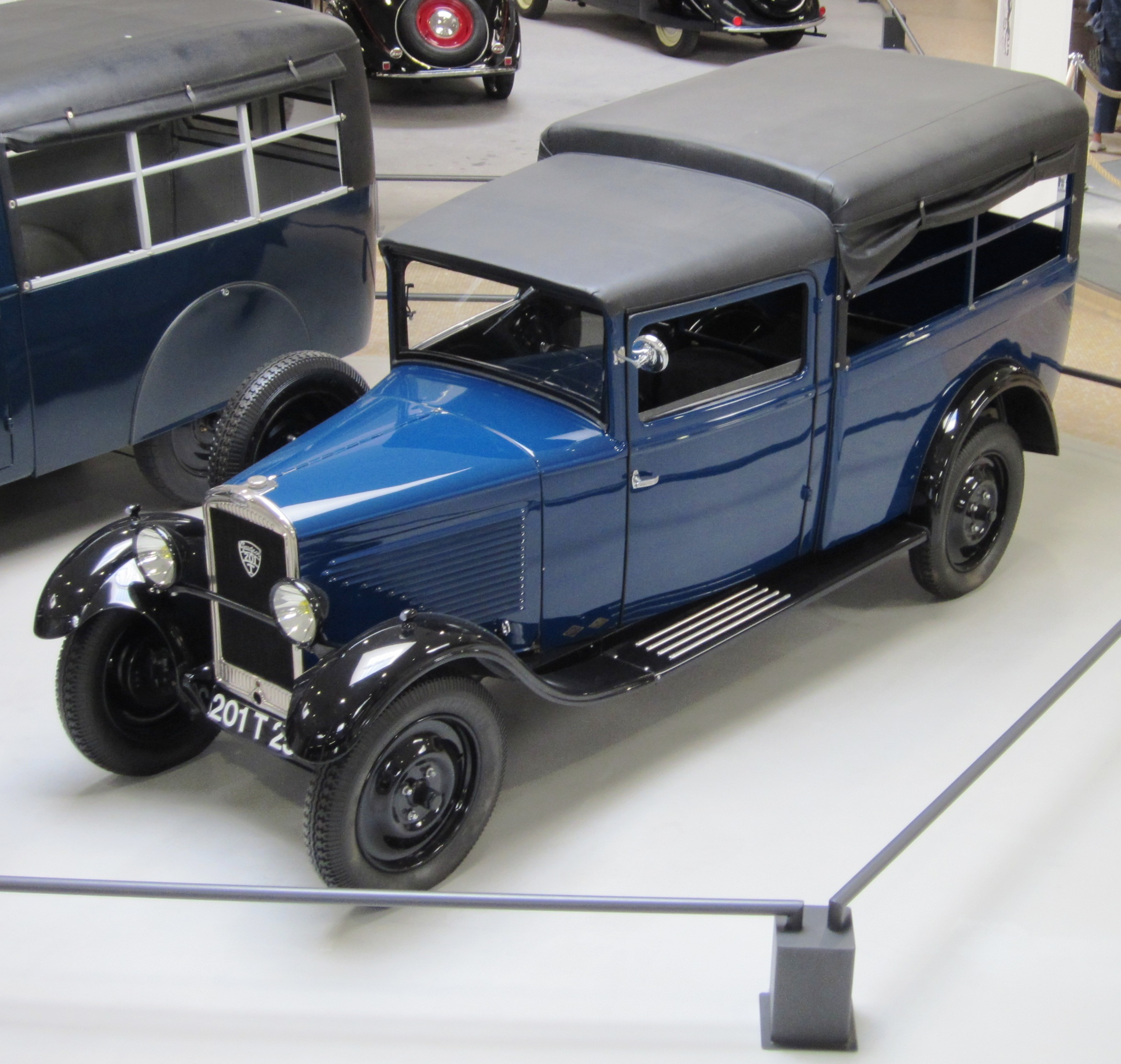
201 T utilitario